# San José Temascatío
San José Temascatío är en ort i Mexiko.   Den ligger i kommunen Salamanca och delstaten Guanajuato, i den centrala delen av landet, 260 km nordväst om huvudstaden Mexico City. San José Temascatío ligger 1 739 meter över havet och antalet invånare är 4 827.
Terrängen runt San José Temascatío är platt åt sydväst, men åt nordost är den kuperad. Runt San José Temascatío är det tätbefolkat, med 257 invånare per kvadratkilometer. Närmaste större samhälle är Irapuato, 9,7 km väster om San José Temascatío. Omgivningarna runt San José Temascatío är en mosaik av jordbruksmark och naturlig växtlighet.